# Mănăstirea Neamț

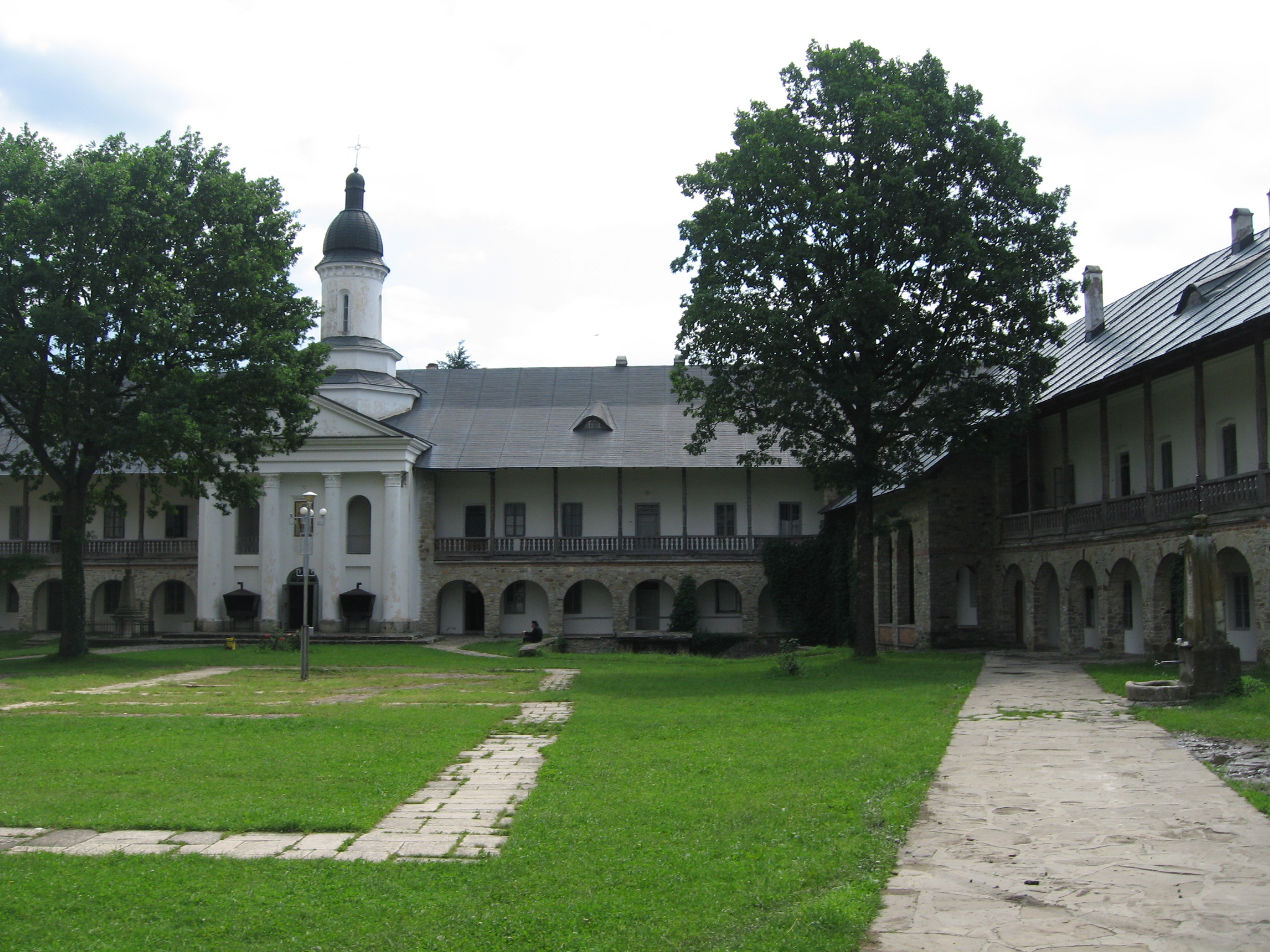
Biserica Sf. Gheorghe, încorporată în zidul de incintă (vedere din curtea mănăstirii)

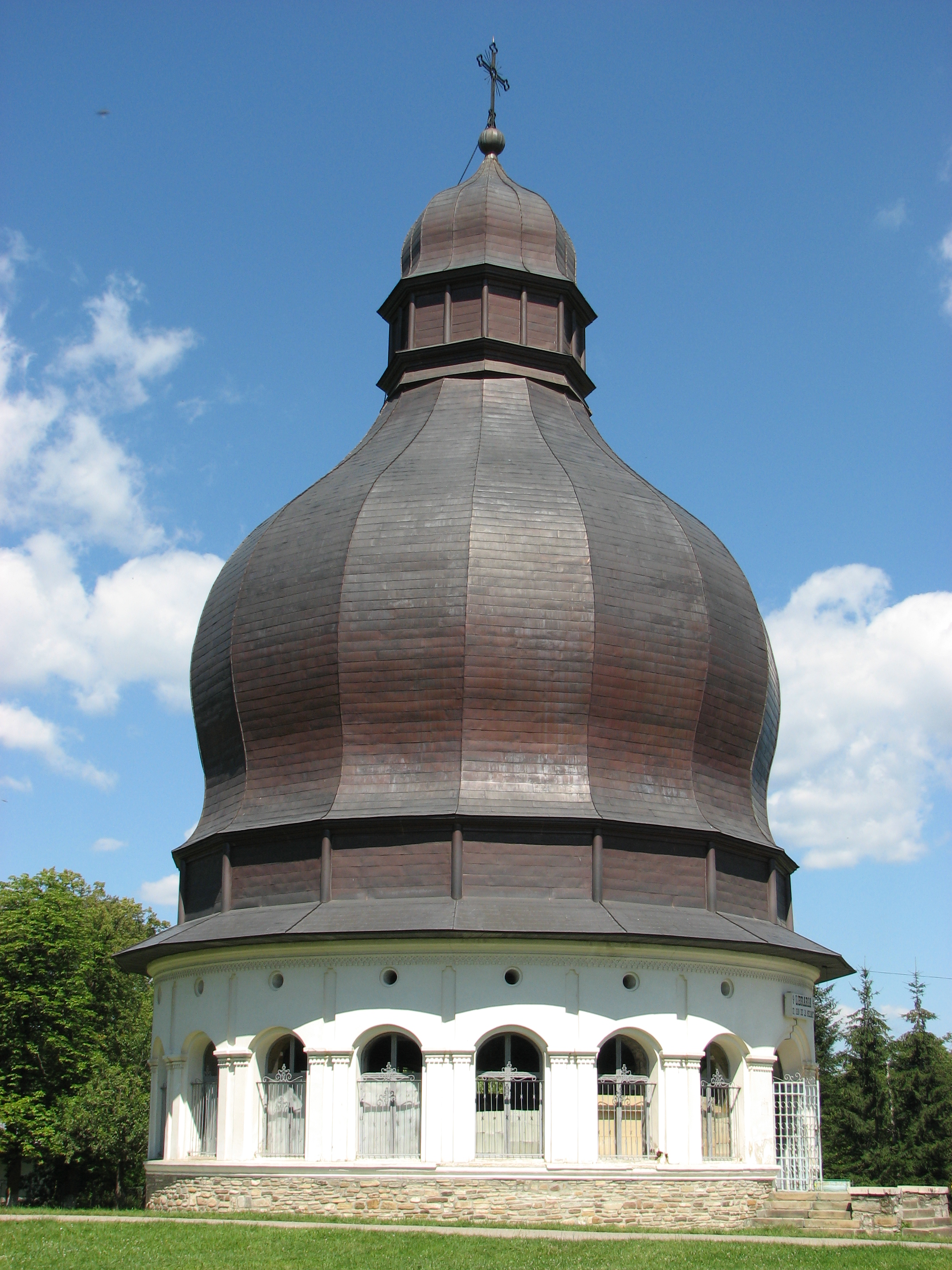
Agheasmatarul, amplasat în fața intrării

Mănăstirea Neamț este o mănăstire ortodoxă de călugări din România, situată în comuna Vânători-Neamț, satul Mănăstirea Neamț, județul Neamț. Este cel mai mare și mai vechi așezământ monahal din Moldova, fiind declarat monument istoric (cod LMI NT-II-a-A-10629).

## Istoric
Mănăstirea este atestată documentar din 1407, însă rădăcinile în timp ale activității monahale se întind până în veacul al XII-lea. Ctitorirea mănăstirii ului Petru I Mușat (1375-1391), care a construit aici prima biserică din piatră, astăzi dispărută. Pe amplasamentul mănăstirii existase însă o bisericuță și mai veche, din lemn, numită Biserica Albă, construită de monahi cu un secol înainte. Biserica actuală din incinta mănăstirii a fost ctitorită de voievodul Ștefan cel Mare la sfârșitul secolului al XV-lea și are hramul Înălțarea Domnului.
În vara anului 1933 intra ca viețuitor al Mânăstirii, Ilie, fiul lui Maxim și al Ecaterinei Iacob. Acesta va deveni mai târziu Sfânul Ioan Iacob Românul de la Hozeva.
În anul 1948 au fost ridicați și închiși la Mănăstirea Neamț 25 de clerici superiori români uniți (greco-catolici), între care viitorii episcopi Ioan Cherteș și Tit Liviu Chinezu. Conform memoriilor profesorului Eugen Popa, unul din cei arestați, la Neamț au fost căutați de Teoctist Arăpașu, care le-a cerut să treacă la BOR, avertizându-i că „dacă nu acceptați, patriarhul își va lua mâna protectoare de pe capetele voastre.” În februarie 1949 internații de la Mănăstirea Neamț au fost transferați la Mănăstirea Căldărușani, lângă București.

## Ansamblul monahal
În incinta mănăstirii se află două biserici, două paraclise, turnul-clopotniță cu 11 clopote, Seminarul Teologic „Veniamin Costache”, precum și un muzeu cu o colecție de artă bisericească și sala tiparului. Specific este aghiazmatarul circular din fața mănăstirii, unde se face sfințirea apei la hram. În biserică se află o icoană a Maicii Domnului pictată în anul 665 în Israel, făcătoare de minuni.
Așezământul are cea mai mare și mai veche bibliotecă mănăstirească (18.000 volume) și a avut o contribuție deosebită la dezvoltarea culturii și artei medievale românești. În camera mormintelor este îngropat Ștefan Voievod, unchiul lui Ștefan cel Mare, iar în pronaos se află moaștele sfântului necunoscut descoperite în 1986, prin scoaterea asfaltului de pe alee.

## Arhitectura
Biserica ctitorită de Ștefan cel Mare este principalul monument istoric și de arhitectură moldovenească din incinta mânăstirii, de o eleganță și frumusețe deosebită. Dimensiunile si monumentalitatea ansamblului au sporit prin introducerea în construcție a unor elemente noi: pridvorul, situat în fața intrării și sala mormintelor, sau gropnița, amplasata între pronaos și naos.
Pronaosul, de formă dreptunghiulară, este boltit cu două calote sferice. Naosul, tot dreptunghiular, de dimensiuni mari, are doua abside laterale, semicirculare în interior și pentagonale în exterior, baza fiind formată din patru arce oblice sprijinite pe alte patru arce mari. Turla se ridică în mijloc, iar nouă contraforturi masive susțin zidurile până la nivelul bolților. Fațadele sunt frumos ornamentate în stil autohton moldovenesc, rezultat din îmbinarea elementelor bizantine (ceramică smălțuită, cărămizi și discuri diferit colorate, în verde, galben, brun) cu cele gotice (contraforturi și ancadramente de uși și ferestre). Discurile smălțuite și nișele împodobesc și turla, de formă octogonală, prevăzută cu patru ferestre. Pictura din absida principală, naos și sala mormintelor aparțin ultimilor ani de domnie ai lui Ștefan cel Mare, iar cea din pridvor și pronaos este din timpul lui Petru Rareș.
Mânăstirea a suferit multe devastări și incendii distrugătoare, urmate de refaceri care au distrus treptat zugrăveala inițială.
A doua biserică inclusă în complexul mănăstiresc este biserica Sfântul Gheorghe, încorporată în zidul de incintă.

## Fotogalerie

Turnul clopotniță de la intrare
Turnul clopotniță, vedere din curtea interioară
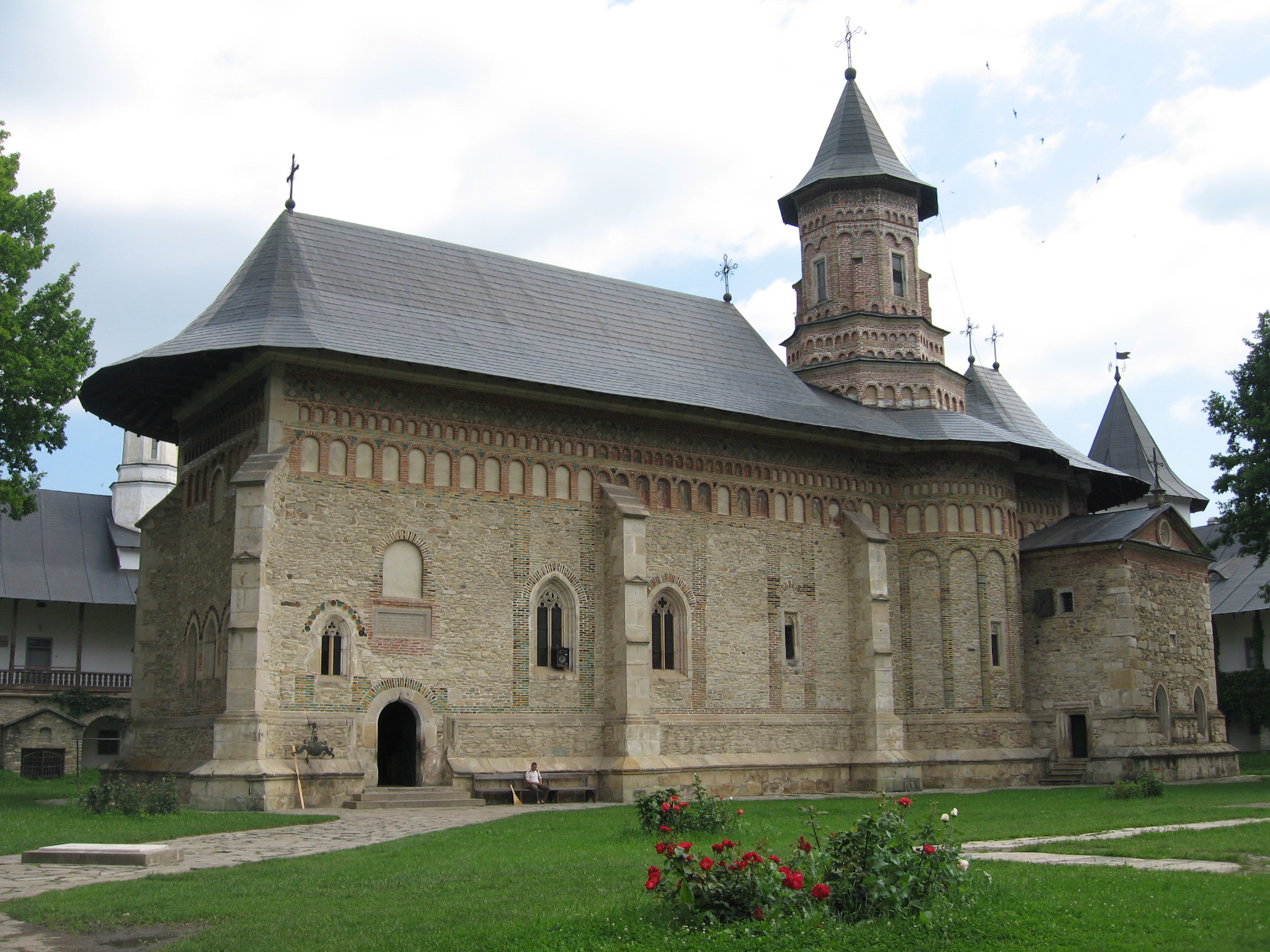
Biserica ctitorită de Ștefan cel Mare
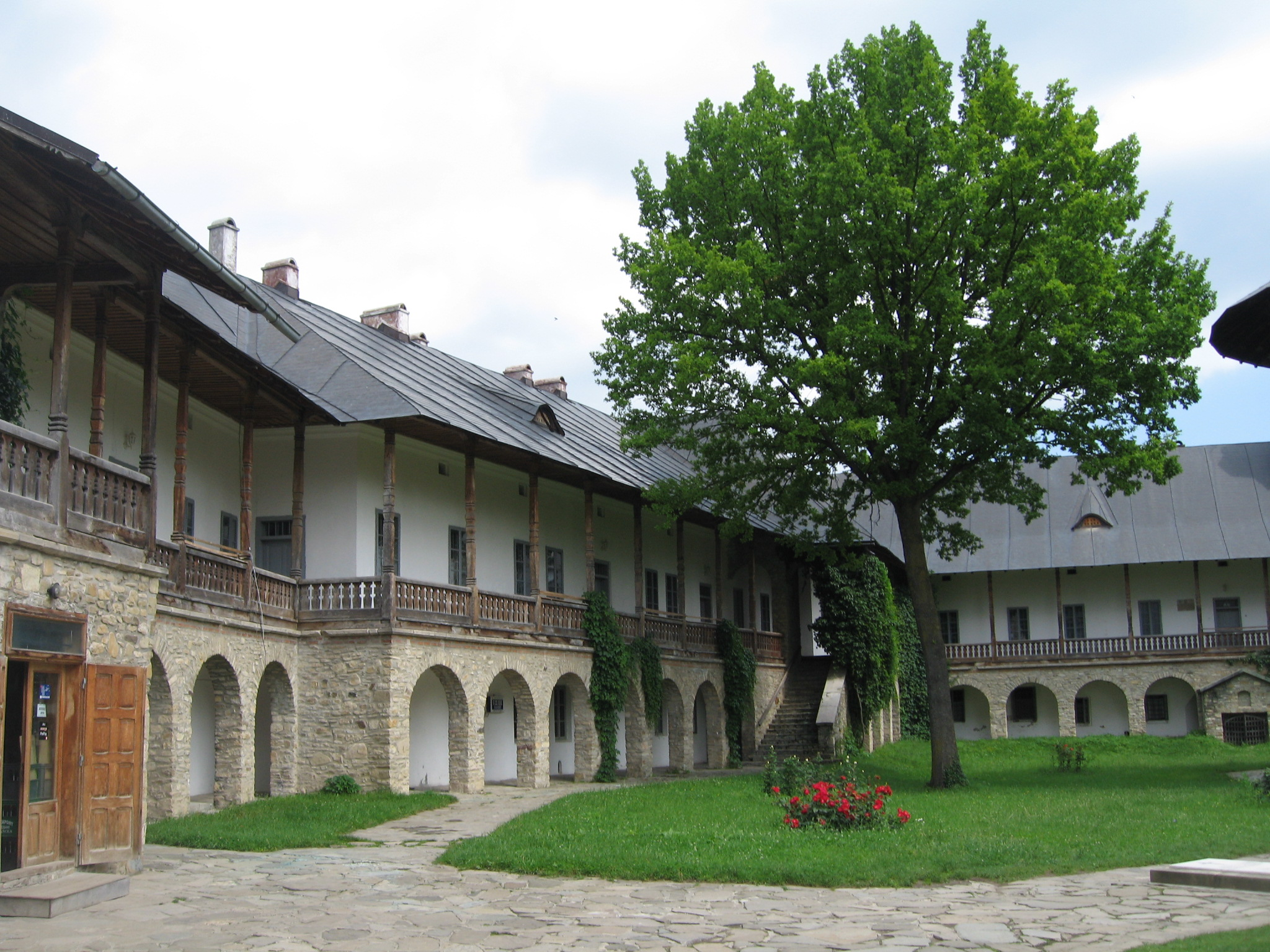
Curtea interioară a mănăstirii
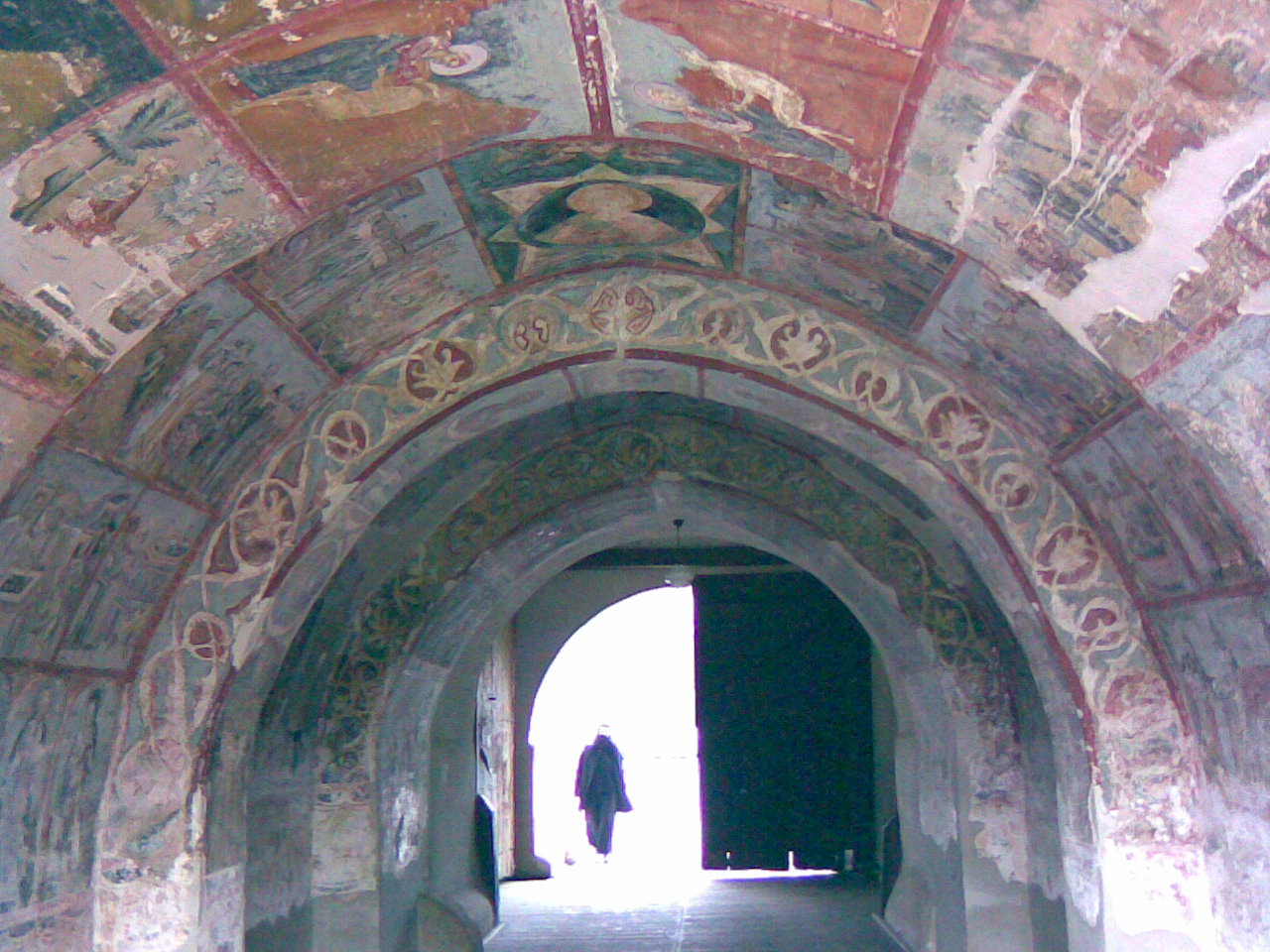
Picturi murale în tunelul de intrare
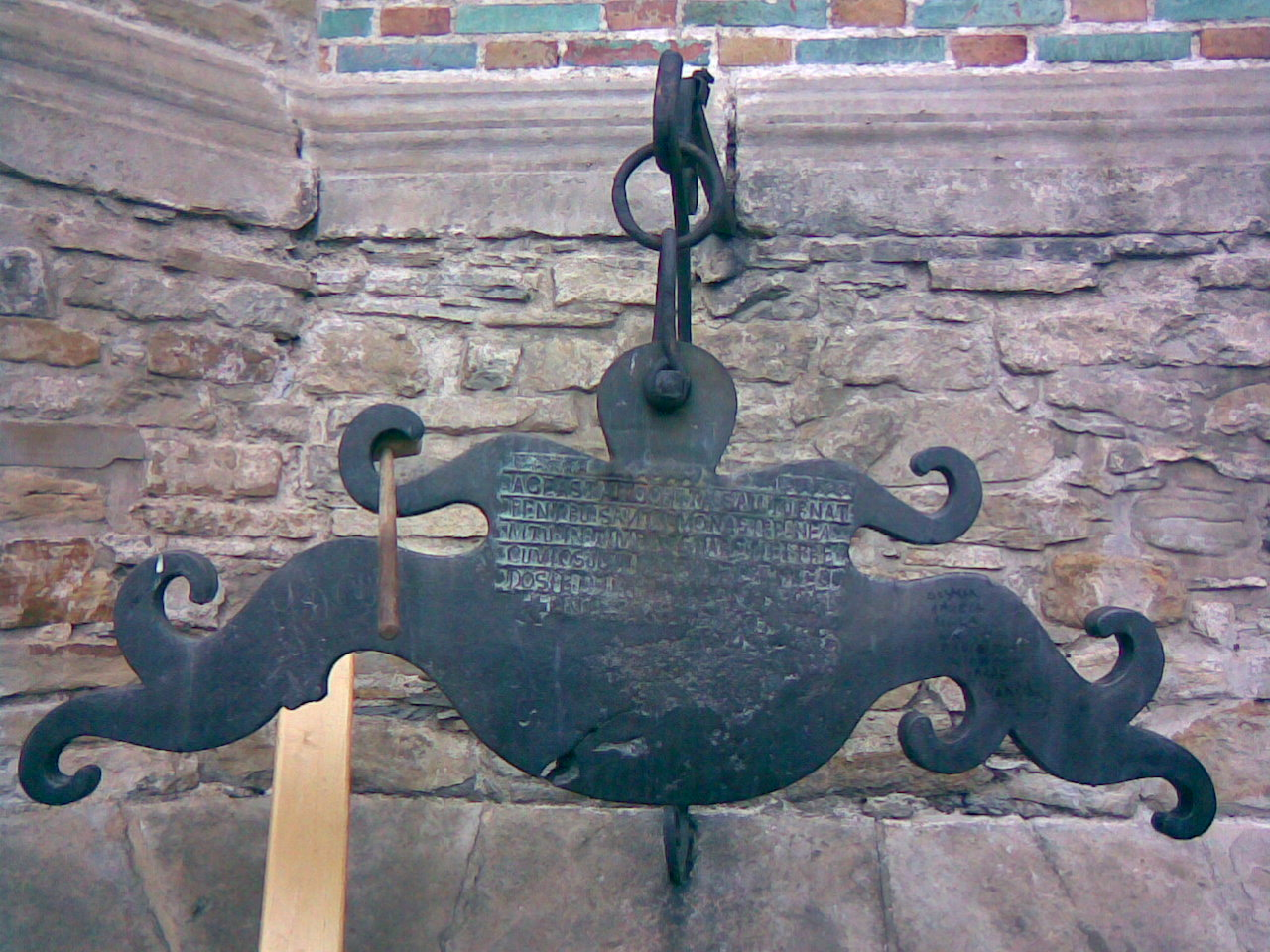
Toaca mănăstirii
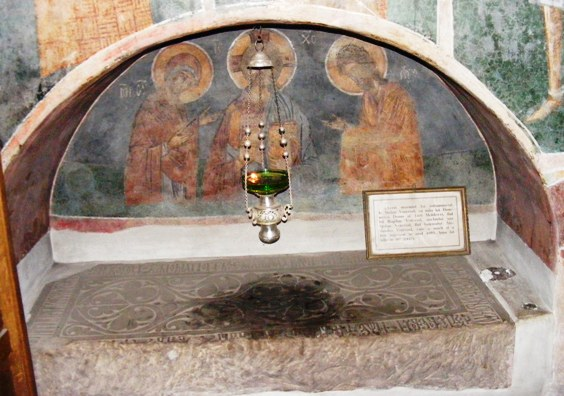
Mormântul lui Ștefan al II-lea al Moldovei
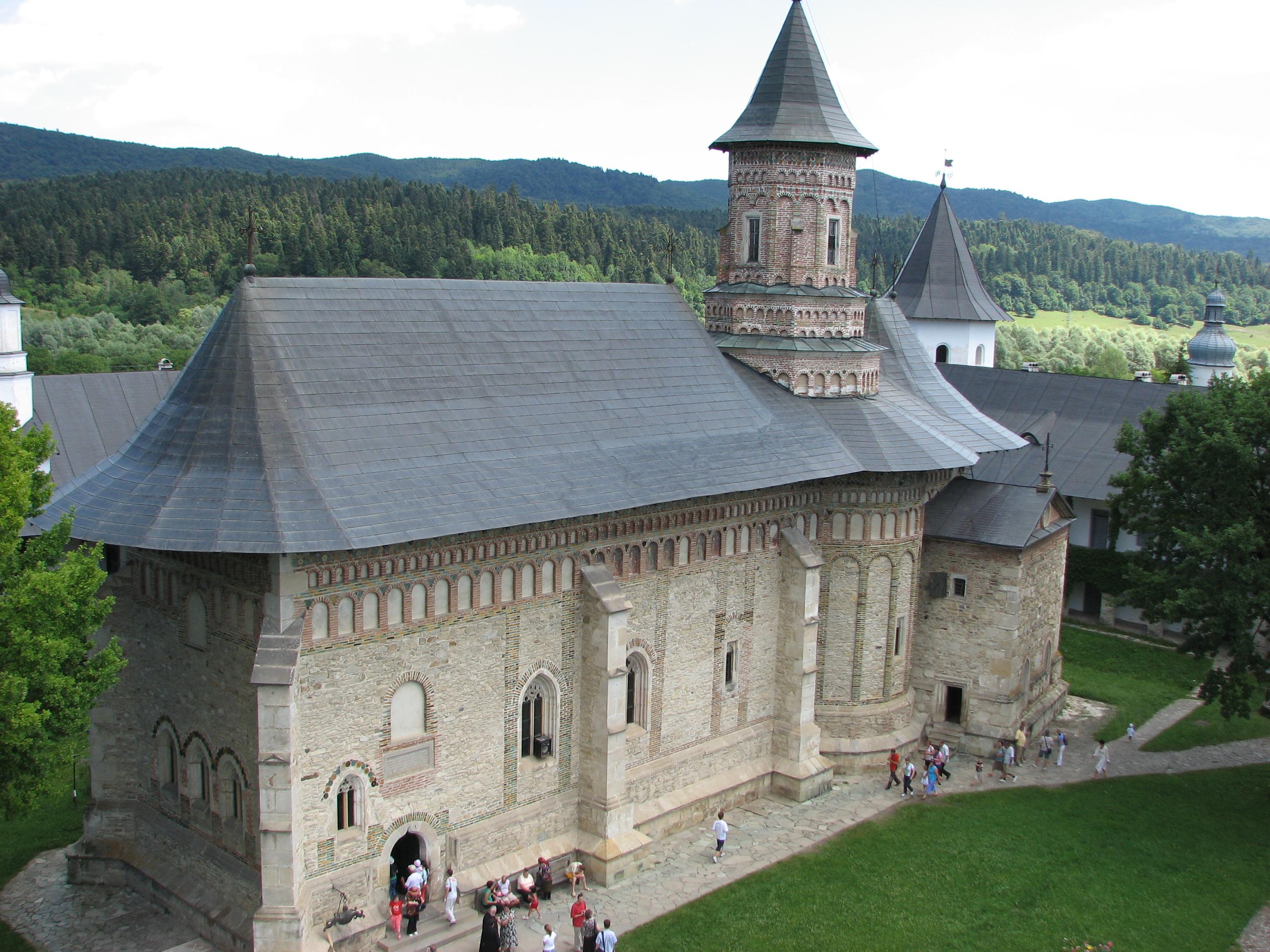
Biserica Mănăstirii Neamț